# Matinal Jornalismo
O Matinal Jornalismo é uma empresa de comunicação de Porto Alegre, Rio Grande do Sul, formada pelos veículos Matinal News (newsletter diária), revista Parêntese (revista semanal) e site do Roger Lerina (jornalismo cultural). É uma start-up de jornalismo, que ganhou notoriedade devido a prêmios na área e à denúncia sobre experiências com proxalutamida em pacientes com Covid-19 no Hospital da Brigada Militar, em Porto Alegre, no Rio Grande do Sul. 
O Matinal Jornalismo está listado no Atlas da Notícia e fez parte do estudo internacional Ponto de Inflexão.  

## História
A primeira newsletter do Matinal Jornalismo foi enviada em 11 de março de 2019. Os jornalistas Paulo Serpa Antunes, Tiago Medina e Filipe Speck foram os idealizadores do veículo que, ainda em 2019, se uniu ao site do jornalista cultural Roger Lerina e também lançou a revista digital Parêntese.
Com sede na cidade de Porto Alegre, capital do Rio Grande do Sul, o Matinal Jornalismo surgiu em 2019 da união entre a Matinal News (uma newsletter diária com as principais notícias de Porto Alegre e do RS), a revista digital Parêntese (editada pelo professor Luís Augusto Fischer e focada em entrevistas, reportagens, ensaios, resenhas e crônicas) e o site rogerlerina.com (editado pelo jornalista Roger Lerina, com notícias de arte e cultura, artigos, críticas e uma agenda cultural de Porto Alegre e região). O Matinal Jornalismo também oferece o ZAP Matinal, um serviço gratuito de transmissão de notícias via Whatsapp, criado em maio de 2020.
Os veículos do Matinal Jornalismo produzem e entregam, via newsletters, conteúdos locais sobre desenvolvimento social e urbano, política, cultura, saúde e meio ambiente. Hoje, a empresa conta com uma equipe de 15 profissionais, entre editores, repórteres, designer e social media, além de um time de colaboradores que produzem textos, ensaios, fotografias, desenhos e reportagens.
O Matinal Jornalismo já recebeu também incentivos como o Fundo de Auxílio Emergencial ao Jornalismo, do programa Google News Initiative e o Fundo de resposta rápida ao impacto do COVID-19, oferecido pela Embaixada e os Consulados dos EUA no Brasil e pela USBEA.
O Matinal Jornalismo é membro da AJOR - Associação de Jornalismo Digital

## Prêmios
| Ano  | Prêmio                                                         | Categoria                  | Título | Repórter                 |
| ---- | -------------------------------------------------------------- | -------------------------- | --- | ------------------------ |
| 2022 | CORECON-RS                                                     | Mídia Digital - 3º Lugar   | Em busca de equilíbrio: “sobe e desce” da economia gaúcha será desafio para o próximo governo                            | Juan Ortiz               |
| 2022 | Associação Riograndense de Imprensa - ARI                      | Crônica - 1º lugar         | Como quem chega do nada                                                                                                  | Juremir Machado da Silva |
| 2022 | Comenda Guilhermino Cezar do MPCRS pela Liberdade de Expressão | -                          | Comenda Guilhermino Cezar do MPCRS pela Liberdade de Expressão pelo trabalho no Matinal                                  | Marcela Donini           |
| 2021 | 8º Prêmio ADPERGS de Jornalismo                                | 1º lugar - internet        | “Quero poder cuidar do meu filho”: a luta de uma família afastada do bebê na maternidade                                 | Juan Ortiz               |
| 2021 | Jornalismo-Mosca                                               | 1o lugar                   | Hospital da polícia militar do RS testou proxalutamida sem autorização da Anvisa em pacientes com Covid-19               | Pedro Nakamura           |
| 2021 | Prêmio CAU/RS                                                  | Imprensa - Pessoa Jurídica | Matinal Jornalismo | Equipe                   |
| 2021 | ICFJ Pandemic Coverage                                         | Portuguese - 2nd place     | Os casos de Covid-19 que a prefeitura excluiu sem aviso                                                                  | Juan Ortiz               |
| 2020 | 37º Prêmio Direitos Humanos de Jornalismo 2020                 | Online - Menção honrosa    | Anistiado no Brasil, gaúcho processado na Itália pode ser o primeiro condenado por crimes da ditadura militar brasileira | Janaina Cesar da Silva   |
| 2020 | Associação Riograndense de Imprensa - ARI                      | Web - 2o lugar             | Como a UFPel realizou a maior pesquisa sobre a Covid-19 no mundo                                                         | Naira Hofmeister         |
| 2020 | Associação Riograndense de Imprensa - ARI                      | Troféu Antonio Gonzalez    | Matinal Jornalismo | Equipe                   |